# Rolls-Royce Corniche

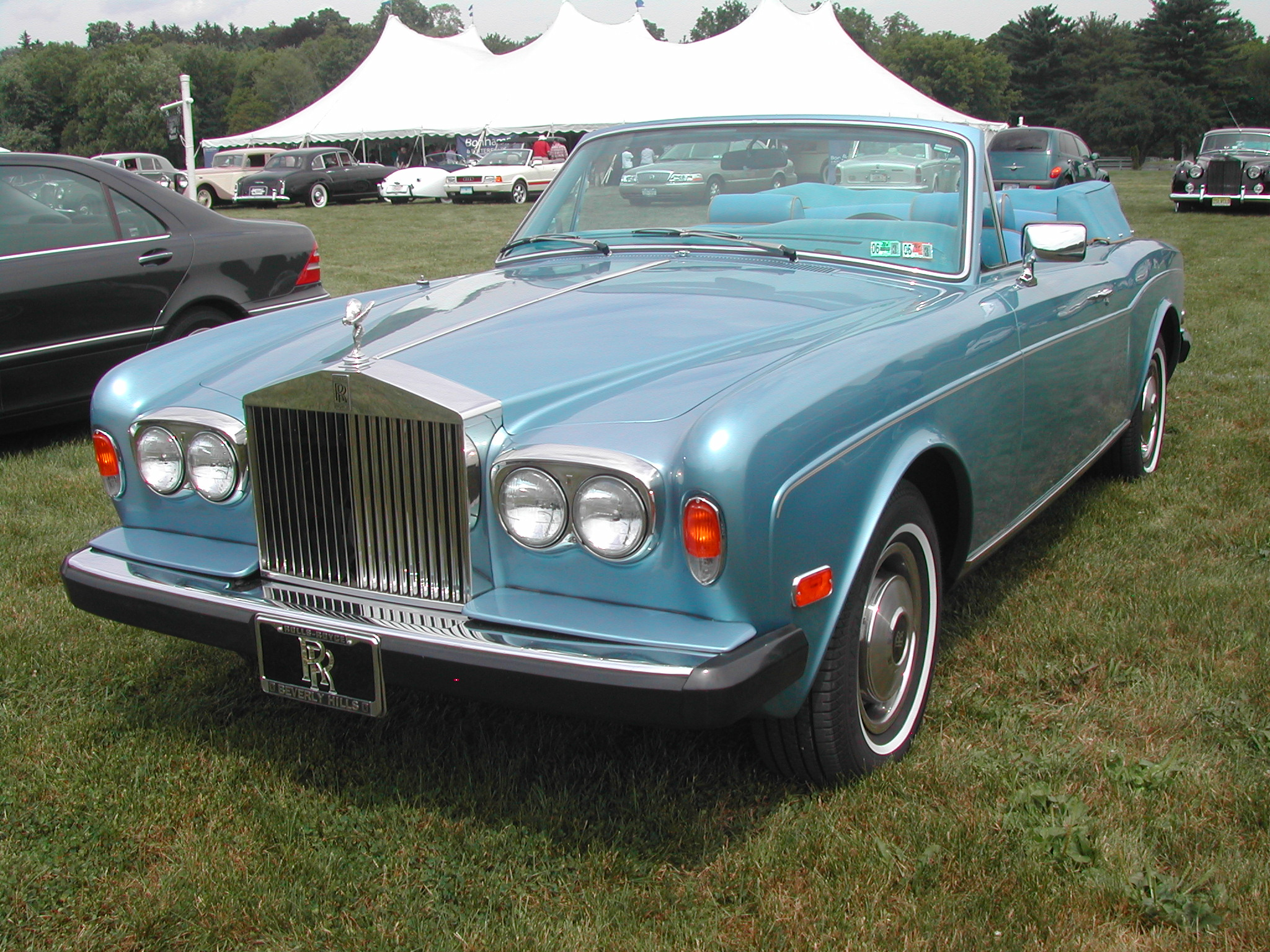
Rolls-Royce Corniche

Rolls-Royce Corniche je luxusní vůz vyráběný automobilkou Rolls-Royce v letech 1971 až 1996. Na trhu byly dvě varianty kupé a kabriolet.
Rolls-Royce postavil Rolls-Royce Camargue (1975–1986) ve stejnou dobu.

## Produkce
- Rolls-Royce Corniche: 2367
  - Saloon (1971–1982): 1108
  - Convertible (1971–1987): 3239
- Bentley Corniche: 140
  - Saloon (1971–1982): 63
  - Convertible (1971–1984): 77
- Rolls-Royce Corniche II: 1226
- Rolls-Royce Corniche III: 452
- Rolls-Royce Corniche IV: 244
  - Corniche IV (1993–1996): 219
  - Corniche S (1995–1996): 25
- Bentley Continental (1984–1994): 421
  - Bentley Continental Turbo (1992–1995): 8